# Хейняваара
Хейняваара (фин. Heinävaara) — это сельское поселение в Восточной Финляндии, расположенное на территории бывшего муниципалитета Киихтелюсваара и с 2005 года входящее в состав муниципалитета Йоэнсуу. В Хейнявааре проживает около 500 жителей.
Деревня Хейняваара находится на вершине высокого пологого холма, откуда открывается вид на запад, в сторону Йоэнсуу. В центре деревни пересекаются шоссе номер 74 (Йоэнсуу — Иломантси), региональная дорога номер 494, ведущая в Киихтелюсваару, и Хейняваарантие. В направлении Контиолахти из деревни выходит дорога номер 5100 под традиционным названием Якокоскентие. Расстояние до центра Йоэнсуу составляет около 25 км, до Киихтелюсваары — 10 км. В Хейняваара есть начальная школа, средняя школа, медицинский пункт, магазин и заправка с кафе.
Музейное агентство Финляндии (фин. Museovirasto) включило застройку Хейняваары в список значимых культурно-исторических ландшафтов Финляндии общенационального уровня. Она является хорошим примером традиционной финской деревни, расположеной в холмистой местности. Деревни Северной Карелии, включая Хейняваару, также входят в список национальных ландшафтов Финляндии, определенных Министерством окружающей среды. К Хейнявааре также относится деревня Алави.

## История
Хейняваарское поселение было основано в XVII веке. Дома располагались вдоль дороги Хейняваарантие. Традиционные постройки сохранились в усадьбах Кольола и Пийппола. Самые старые здания деревни относятся к XVII веку.

## Экономика
Крупнейшим работодателем является завод Kivara компании Exel Composites, производящий композитные профили. Также здесь имеются малые предприятия в сфере деревообработки и производства пластмасс.

## Школа
Начальная школа Хейняваары была построена в 1999 году. Она построена из дерева и спроектирована с учетом концепции открытой образовательной среды. Архитектурный проект школы разработала американская компания Cuningham Group, а главными архитекторами выступили Джудит П. Хоскенс и Брюс Джилк. В 2018 году к начальной школе было пристроено здание средней школы, которая начала свою работу 5 февраля 2018 года. Школа представляет собой единое учебное пространство, где обучается около 300 учеников и работает 40 взрослых. В школе учатся дети не только из деревни Хейняваавра, но и из других близлежащих населённых пунктов таких как Киихтелюсваара, Тууповаара, Тервасуо и Сяркиваара. В помещении школы также находится молодёжный центр и библиотека. Библиотека, ранее располагавшаяся в здании детского сада, переехала в здание школы в 2000 году. Библиотека расположена в центре школы в полностью открытом пространстве, поэтому активно используется учащимися. Она открыта раз в неделю, но возврат книг возможен и в течение всех учебных дней. Библиотека работает в режиме самообслуживания.

## Часовня
В берёзовой роще Кольйола находится небольшая православная часовня, которая была освящена 16 августа 2001 года. Ранее в этом месте уже располагалась часовня. Новую часовню вручную построил житель Хейняваары Петри Пийппонен.

## Железнодорожная станция
Железнодорожная станция Хейняваара — это железнодорожный пункт на ветке Йоэнсуу-Иломантси. В настоящее время станция обслуживает только грузовые перевозки. Пассажирского движения нет.

## Детский сад
Детский сад Хейняваары начал свою деятельность в 1982 году. В детском саду работают две группы. В Хейнявааре планируется построить новый детский сад, в который перейдут дети как из нынешнего детского сада Хейняваары, так и из детского сада Киихтелюсваары. Новый детский сад будет располагаться в непосредственной близости от школы Хейняваары.